# Licrooides
Licrooides is een geslacht van vliesvleugeligen uit de familie Eupelmidae. De wetenschappelijke naam van dit geslacht is voor het eerst geldig gepubliceerd in 1989 door Gibson.

## Soorten
Het geslacht Licrooides is monotypisch en omvat slechts de volgende soort:
- Licrooides umbilicatus Gibson, 1989